# گرسهاپر جانکشن (آریزونا)
گرسهاپر جانکشن (به انگلیسی: Grasshopper Junction) یک منطقهٔ مسکونی در ایالات متحده آمریکا است که در شهرستان موهاوی، آریزونا واقع شده‌است.